# زنان در عربستان پیش از اسلام

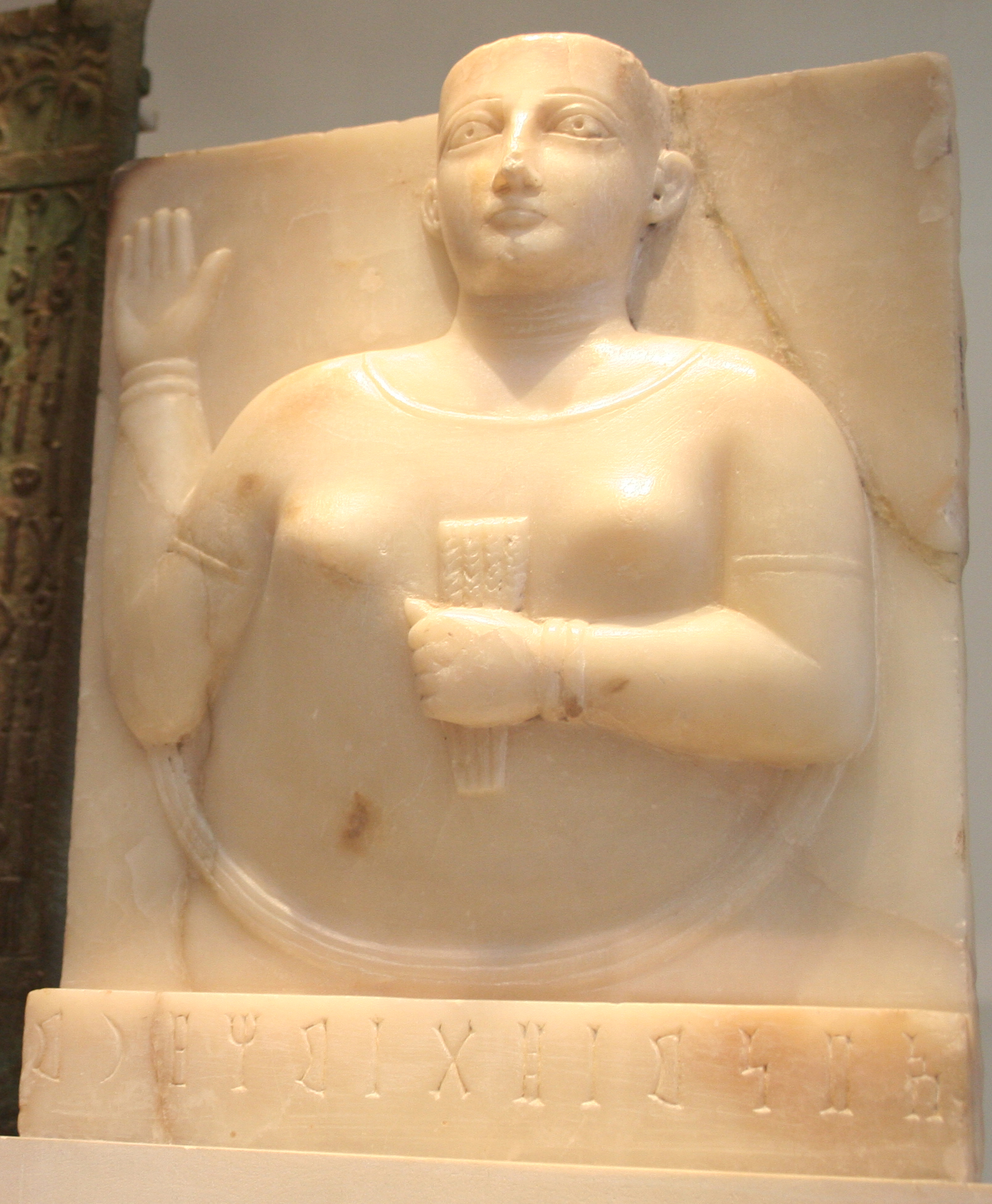
سنگ قبر زن جوانی به نام ابان از عربستان پیش از اسلام. بالا گرفتن دست راست و خوشهٔ گندم در دست چپ، نشانهٔ باروری هستند. بنگرید به دین و باروری.

زنان در عربستان پیش از اسلام از موقعیتی متفاوت از دوران پس از اسلام برخوردار بودند. دانش به موقعیت زنان در این دوره، به شناخت جایگاه زن در اسلام کمک بسیاری می‌کند. حداقل از سال ۶۹۰ قبل از میلاد مدارکی از حکومت ملکه‌ها در عربستان پیش از اسلام موجود است که یکی از آن‌ها به صورت قصهٔ افسانه‌ای سفر «ملکهٔ سبا» از جنوب عربستان به اورشلیم در پادشاهی اسرائیل عهد سلیمان در کتاب مقدس بازتاب یافته است.
در منابع اسلامی مطالب بسیاری دربارهٔ زنان در عربستان پیش از اسلام موجود است، اما این مطالب دو قرن بعد از وقایع و توسط خارجی‌ها نوشته شده‌اند، به‌صورت شفاهی منتقل می‌شدند و بنا به دلایل دینی، شخصی و غیره دستخوش تحریف شده‌اند و امروزه فاقد ارزش تاریخی محسوب می‌شوند. در قرآن چند اشارهٔ کوتاه به دختران محل زندگی محمد شده است؛ یکی آیهٔ ۸ سورهٔ تکویر است که می‌گوید در آخرالزمان «از دختر مدفون پرسیده می‌شود به چه گناهی کشته شد.» در متن عربی مشخص نیست منظور «زنده به گور شدن» این دختر باشد. در عوض، به گفتهٔ جبرئیل سعید رینولدز، این آیه نه دربارهٔ زنده به گور کردن دختران، بلکه شبیه به یکی از موعظه‌های افرایم سوری است که در آن افرایم آخرالزمانی را تجسم می‌کند کودکان سِقط شده در رَحِم که در زمین دفن شدند، در آن جهان همین بلا را بر سر مادرشان می‌آورند.

## زنان پیش از اسلام در منابع اسلامی
بر اساس گزارش منابع اسلامی چون ماوردی در الحاوی الکبیر، زنان در عصر موسوم به «جاهلیت» عربستان، از اولین حقوق انسانی محروم بودند. از عقاید مشترک میان اعراب پیش از اسلام و انجیل و تورات، اعتقاد به وابستگی و طفیلی بودن زن در کنار وجود مرد است که بر اساس آن زن در خلقت یک فرع به حساب می‌آمد. زنان از این رو در حقوق خود مورد تضعیف قرار می‌گرفتند. اعراب همچنین به عدم مجالست با زنان در ایام حیض آنها پایبند بودند و این روش در اعراب مدینه که بیشتر با فرهنگ یهود مأنوس بودند، بیشتر گزارش شده است. عدم حق انتخاب در ازدواج، محرومیت از ارث و کالا قلمداد کردن زنان از نمونه‌های عدم اهتمام به جنس زن در این دوره بوده است. عرب پیش از اسلام زن را مظهر مکر و نیرنگ می‌دانست و عقیده داشت همچون شیطان در پی فریب دادن مردان است و همواره او را به مار تشبیه می‌کرد. بر اساس ضرب‌المثلی در میان اعراب پیش از اسلام، زن در کنار خانه و مرکب از شوم‌ها توصیف می‌شد. در این عصر، زنان فاقد عقل و رای به‌شمار می‌رفتند. منزلت زنان در جامعهٔ عرب پیش از اسلام، داشتن فرزند پسر یا نسب فامیلی بود.
قرآن با انتقاد به اعراب گزارش می‌کند که با اطلاع از صاحب فرزند دختر شدن، از شدت ناراحتی چهره آنان سیاه می‌شد. منابع اسلامی می‌گویند زنان تا پیش از ظهور اسلام در میان قبایل عرب خود در عربستان، با سنت زنده به گور کردن دختران — به عربی: واد بنات — مواجه بودند. این عار در تفاسیر بسیاری از شیعه و سنی، به ضعف جسمانی دختران و در نتیجه اسارتشان در جنگ‌ها عنوان شده است. در آیات دیگری از قران نیز از قتل اولاد به جهت فقر یا قربانی کردن آنها در برابر بت‌ها یاد شده است. به عقیده طباطبایی، مفسر شیعه، این دو نوع قتل با هم متفاوت است و یکی مختص به دختران و دیگری اعم از دختران و پسران بود. به گزارش کیال و زمخشری، روش‌های دیگری غیر از زنده به گور کردن دختران در رسوم عرب پیش از اسلام وجود داشت؛ همچون خاک ریختن در دهان، بستن راه تنفس با چیزی، پرتاب در آب یا از بالای درختان، بریدن سر طفل یا قرار دادن دختران در معرض خورده شدن توسط حیوانات وحشی و پرندگان. از ماجرای اسارت دختران قیس بن عاصم و عدم بازگشت آنها در زمان صلح، به عنوان یکی از عوامل این سنت یاد شده است. بر این اساس، قیس پس از این اتفاق، تصمیم گرفت تا دخترانی که بعد از این واقعه برایش به دنیا می‌آمدند را زنده به گور کند. الحوفی در این عامل، با دید تردید نگریسته است و با گزارش فاصله زمانی بین مسلمان شدن قیس و ماجرای صورت گرفته، چنین نتیجه می‌گیرد که این پدیده اینچنین قابلیت گسترش در فرهنگ عرب را نداشته است. بنابر گزارش‌هایی در منابع اسلامی، برخی مردان برای ممانعت از زنده به گوری برخی دختران، خرج آنها را برای خانواده‌هایشان متقبل می‌شدند. فخر رازی، آلوسی و جمعی از مفسران سنی مذهب، از اعتقاد اعراب پیش از اسلام به مؤنث بودن فرشتگان یاد کرده‌اند که بر همین اساس، دخترانشان را با قتل به ملائکه ملحق می‌کردند. کیال نیز از شوم دانستن دختران توسط اعراب گزارش می‌کند. در اینکه سنت زنده به گور کردن دختران، در میان تمام اعراب شایع بوده است یا تنها به قبایل معدودی از آنها منتسب بوده است، اختلاف‌هایی وجود دارد. آنطور که از گزارش‌های اسلامی به دست می‌آید، این رسم تنها توسط مردان صورت نمی‌گرفت و زنان نیز در آن شریک بوده‌اند.
و با وجود گزارش‌هایی فراوان منابع اسلامی از نقض حقوق زنان در عربستان پیش از اسلام، گزارش‌هایی معدود از احترام به زنان و محبت نسبت به آنها وجود دارد که بیشتر مربوط به زندگی اشراف اعراب بوده است. همچنین راه زنان برای دست یافتن به مزایای اجتماعی در این عصر هرگز بسته نبوده است. به گواه گزارش‌های تاریخی، زنانی در عصر پیش از اسلام به فعالیت‌های اقتصادی مشغول بودند. ام منذر بنت قیس که به شغل خرما فروشی و اسما بنت مخرمه که به شغل تجارت مشغول بودند از این میان هستند. همچنین به جهت قبیله‌ای بودن زندگی در عربستان پیش از اسلام، امکان تفکیک جنسیتی در میان زنان وجود نداشت و زنان به جهت عفت و پاکدامنی خود در قبایل مورد ستایش قرار می‌گرفتند. حضور زنان در جنگ‌های پیش از اسلام که بیشتر به عنوان عاملی انگیزشی برای تهیج مردان به جنگ صورت می‌گرفت، از دیگر فعالیت‌های اجتماعی زنان در آن عصر بود.

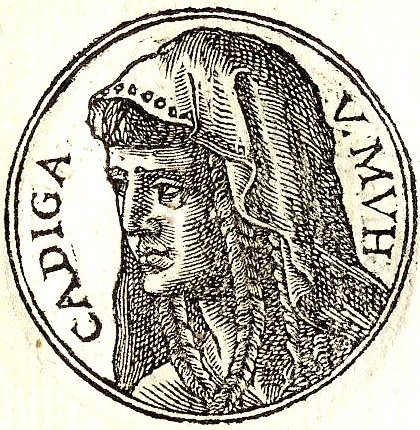
تصویری خیالی از خدیجه همسر محمد، که به سال ۱۵۵۳ رسم شده است.

منابع اسلامی گزارش می‌کنند که طلاق در عصر پیش از اسلام، به معنای کوتاه آمدن مرد از انجام تعهداتش در مقابل همسر تلقی می‌شد و زوج می‌توانست بدون هیچ محدودیت و با کوچک‌ترین دلایل، همسر خود را طلاق دهد. سنت طلاق در عربستان پیش از اسلام به صورت بی حد و حصر و اهانت آمیز صورت می‌گرفت. در سنت عرب پیش از اسلام، طلاق از اختیارات مرد بود و او می‌توانست در هر لحظه و با هر شرایطی، زن را طلاق دهد. پس از طلاق نیز زن حق ازدواج با مرد دیگری نداشت و در پاره‌ای از موارد، مرد با دریافت مالی، اجازه ازدواج همسر سابقش با مرد دیگری را می‌داد. در طلاق عرب پیش از اسلام، مرد برای آزار زن می‌توانست دائم در طلاق و رجوع باشد و به هر تعداد بار که بخواهد، زن را طلاق دهد و به او رجوع کند. طلاق در عربستان پیش از اسلام با الفاظ صورت نمی‌گرفت و به شیوه ورود مرد به خیمه مشخص می‌شد. با این وجود از ممنوعیت رجوع بعد از سومین طلاق در اشعار جاهلی گزارشی وجود دارد. مسئله عده نیز از مسائلی است که پیش از اسلام برای اطمینان از عدم بارداری زن صورت می‌گرفت اما برای عده زمان مشخصی وضع نشده بود و برخی زنان مجبور بودند تا یک سال برای اتمام عده صبر کنند درحالی که برخی زنان بلافاصله بعد از طلاق یا مرگ شوهر، ازدواج می‌کردند. زنان همچنین در امر ازدواج نیر آزادی کافی نداشتند و بسته به نیاز قبیله و تشخیص رئیس هر قبیله، ازدواج‌های در راستای ارتباط با سایر قبایل صورت می‌گرفت. با این وجود گزارش‌هایی از اهمیت نظر زنان در امر ازدواج در عصر پیش از اسلام گزارش شده است.

## زنان طبقات بالا
در حالی که عموم جمعیت زنان در عربستان پیش از اسلام حقوق چندانی نداشتند، زنان طبقه بالا از حقوق بیشتری برخوردار بودند. بسیاری از ایشان «نادیتوم» یا کاهنه می‌شدند که در ازای آن حتی از حقوق بیشتری بهره‌مند می‌گشتند. این زنان قادر بودند که دارایی داشته باشند یا به ارث ببرند. علاوه بر این، نادیتوم‌ها می‌توانستند نقشی فعال در زندگی اقتصادی جامعه خود ایفا کنند. جمعیت سمد اواخر عصر آهن در مرکز عمان زنانی باستانی دارای مرتبه‌های بالا و پایین اجتماعی را نشان می‌دهد.